# Toxic Grace
Toxic Grace è il quarto album in studio della thrash metal band statunitense Evildead, pubblicato il 24 maggio 2024 dalla SPV GmbH.

## Descrizione
Album su CD con nove canzoni mentre su vinile c'è una decima traccia.
La copertina è disegnata da Dan Goldsworthy.

## Tracce
1. F.A.F.O. – 3:30
2. Reverie – 4:15
3. Raising Fresh Hell – 3:29
4. Stupid On Parade – 4:18
5. Subjugated Souls – 4:26
6. Bathe In Fire – 5:24
7. Poetic Omen – 4:49
8. World Ov Rats – 1:56
9. Fear Porn – 3:29
10. The Death & Resurrection Show 2024 (bonus track presente nel LP) – 5:04

Durata totale: 40:40

## Formazione
- Phil Flores – voce
- Juan Garcia – chitarra
- Albert Gonzales - chitarra
- Karlos Medina – basso
- Rob Alaniz – batteria